# 平野智一
平野 智一（ひらの ともかず、1977年3月1日 - ）は、岐阜県出身のラジオパーソナリティ、スタジアムDJである。2022年現在は、Jリーグ・徳島ヴォルティスのスタジアムDJを担当している。

## 経歴・人物
身長168cm、体重64kg。血液型はAB型。
大阪学院大学在学時から、学内の放送サークルで放送や司会活動をスタートさせる。
大学卒業後は、コミュニティFMのパーソナリティやサッカークラブのスタジアムDJを中心とした活動を行う。
2014年より、オリックス・バファローズのスタジアムDJ（ホームゲームを担当）に就任する。（2017年シーズン終了まで）
2019年より、徳島ヴォルティスのホームゲームスタジアムDJに就任し、現在に至る。

## 出演

### ラジオ番組

#### 過去
Kiss FM KOBE
- Kiss Cheer Sports
- PUMP IT UP！
- habor lounge
- WEEKEND GLASCOPE
- Sound Barista

その他
- じもラジ　-（BAN BANラジオ）

### スタジアムDJ

#### サッカー
- ガイナーレ鳥取 - スタジアムナビゲーター
- スペランツァFC大阪高槻 - スタジアムDJ
- デウソン神戸　- アリーナDJ
- 徳島ヴォルティス - ホームゲームスタジアムDJ（2019年 - ）

#### 野球
- オリックス・バファローズ - スタジアムMC（2014年 - 2017年）